# APM 08279+5255
APM 08279+5255は、やまねこ座の方向に存在するクエーサーである。

## 明るさ
APM 08279+5255は、絶対等級で-30.5等級という最も明るいクエーサーである。これは、通常のクエーサーの5倍、太陽の130兆倍の出力でエネルギーを放出している事になる。単純に測定した場合の絶対等級は-32.7等級に見えるが、これは、重力レンズ効果による増光が原因である。この増光によりAPM 08279+5255が明るくなったので、極めて遠い距離にあるが発見する事が出来た。像は0.4秒角以内に収まっている。

## 物理的性質
APM 08279+5255からは、光速の40%に相当する強い物質の流れがある。この放出によって、中心部にある超大質量ブラックホールに物質が流れ込むのをかなり制限していると考えられている。降着円盤の中心部では摩擦によって数百万度に加熱され、強烈なX線を放出している。
中心にあるブラックホールは、最低でも20億太陽質量、最高で200億から230億太陽質量であると推定されている。後者の場合、現在知られている中で最も重いブラックホールであるOJ 287の180億太陽質量を上回る事になる。また、降着円盤の質量は1200億から1300億太陽質量であると推定されている。

## 水
2011年、APM 08279+5255の降着円盤に水が見つかった。これは、宇宙誕生から16億年経った頃には、既に大量の水が普遍的に存在している事を示している。これほど若い時代で水が見つかったのは初めてである。地球の水の量は1.37×1021kgであるが、APM 08279+5255の降着円盤の水の量は1.92×1035kgと、地球の水の140兆倍に達する量である。太陽の10万倍も重く、仮に全て集めると直径716万kmの「水滴」になる。平均密度は地球大気の300兆分の1(4.3pg/m3)という低密度であるが、これは銀河系の10～100倍も濃い密度である。また、水が見つかった領域の降着円盤の温度は210K(-63℃)と低いが、これは銀河系の5倍も暖かい異常な高温である。この大量の水が、星間物質の温度を冷やす冷却材としての役割を果たしたという説もある。